# Agaricus albolutescens
Agaricus albolutescens es un hongo de tamaño medio, seta con un olor agradable, Se marca lentamente pero quedan marcas amarillas permanentes.
Este carácter lo distingue de otros hongos de la especie Agaricus, como el Agaricus xanthodermus, una especie moderadamente tóxica, que tiene un olor medicinal y contusiones fugazmente amarillas. Las marcas de campo del Agaricus albolutescens incluyen una tendencia a decolorar las láminas de color marrón rojizo, en lugar de simplemente amarillo y marrón. El Agaricus silvicola es muy similar, pero tiene una reacción a las lesiones menos dramática, es más amarillento que leonado y las esporas ligeramente más pequeñas. Los A. albolutescens y A. silvicola representan una especie única de polimórficos.

## Descripción

### Pileo
La tapa es de 6 a 12 cm de ancho y convexa, se convierte en planoconvexa a planoconcava. El margen es curvado hacia adentro y luego hacia afuera, sobreponiendo las Láminas. De vez en cuando, es ondulado y appendiculado a partir de fragmentos de velo. La superficie está seca y blanca, cuando se aplastan, se vuelve rojiza-marrón. El contexto es de 1,5 a 2,0 cm de grosor, es firme y se pone pálido melocotón cuando se corta. Cuando la carne está seca su olor y sabor es rancio. Albolutescens, en latín botánico , que ha desarrollado un vocabulario mucho más rico de nombres de los colores de los romanos, significa un blanco amarillento.

### Láminas
Las láminas son libres, cerradas, y al principio pálidas , aunque luego cobren un pálido color rosado-marrón. A medida que envejece el A. albsolutescens se vuelve más oscuro con color chocolate. Las Láminas vienen en cinco o seis series.

### Estipe
El estípite 2.0-7.0 cm es largo, 1.5-3.0 cm de espesor, y más o menos iguales, a excepción de una base bulbosa. Además, tiene un núcleo estrecho, central algodonosa. La superficie de la cúspide se palled y finamente estriada, mientras que la inferior estípite puede variar de glabra a escasamente cubierta con fibrillas blanquecinas, ocasionalmente enfundadas con restos del velo algodonoso-flocosa. Al igual que la tapa , amarillea. El velo parcial es en capas. La superficie debajo puede ser algodonosa o fibrilosa. A veces, se fragmenta, dejando manchas algodonosas dispersos sobre una capa membranosa sótano-tomentoso. El anillo es superior, delgada, y erecto inicialmente, luego pendular.

### Las esporas
Las esporas son de 6.0 a 7.5 µm x 4.0 a 5.0 µm, elípticas y de perfil inequilateral. Además, son suaves, tienen paredes moderadamente gruesas, y tienen un discrto apéndice hilar. Su poro germinal está ausente.